# Günther van Norden
Günther van Norden (* 24. Oktober 1928 in Köln; † 21. November 2018 in Bonn-Mehlem) war ein deutscher Kirchenhistoriker.
Van Norden studierte Geschichte und Germanistik an der Universität zu Köln, wo er 1956 promoviert wurde. Er lehrte von 1961 bis 1993 in Wuppertal. Zunächst war er Dozent an der Abteilung Wuppertal der Pädagogischen Hochschule Rheinland und später Professor an der 1972 neu gegründeten Gesamthochschule Wuppertal.
Seine Forschungsschwerpunkte waren die kirchliche Zeitgeschichte sowie die Geschichte der Bekennenden Kirche und ihrer Gegner.

## Schriften (Auswahl)
- Gottes Wort ist Zuspruch und Anspruch. Aufsätze zur kirchlichen Zeitgeschichte. Evangelische Verlagsanstalt, Leipzig 2018.
- Zwischen Religion und Nation. Der Weg eines Kölner Kaufmanns von der Monarchie über die Demokratie zur Diktatur. CMZ, Rheinbach 2012.
- Friedrich Langensiepen. Ein Leben in Deutschland zwischen Pfarrhaus und Gefängnis 1897 bis 1975. Kreuz, Stuttgart 2006.
- Politischer Kirchenkampf. Die rheinische Provinzialkirche 1934–1939. Habelt, Bonn 2003.
- Das Dritte Reich im Unterricht. Hirschgraben, Frankfurt am Main 1970, 4. veränderte Auflage 1981.
- Kirche in der Krise. Die Stellung der Evangelischen Kirche zum nationalsozialistischen Staat im Jahre 1933. Presseverband der Evangelischen Kirche im Rheinland, Düsseldorf 1963.